# Chiesa di San Martino (Pura)
La chiesa parrocchiale di san Martino è un edificio religioso che si trova a Pura, in Canton Ticino.

## Storia
La presenza di una chiesa costruita in questo luogo è attestata in documenti storici che risalgono al 1352, anche se l'edificio venne pesantemente rimaneggiato nei secoli successivi: nel 1580 venne ampliata la navata e nel 1658 venne costruito il coro poligonale. Dal 1603 è parrocchiale. Nel corso del XVII secolo venne ricostruita la facciata.

## Descrizione
La chiesa si presenta con una pianta ad unica navata sovrastata da volta a botte lunettata.